# Cayla Francis-George
Cayla Francis, también conocida como Cayla Francis-George (nacida el 1 de mayo de 1989 en Mount Barker, Australia) es una jugadora de baloncesto australiana. Con 1.93 metros de estatura, juega en la posición de pívot.